# Maximum traction
Maximum traction je konstrukční úprava podvozku kolejových vozidel, kdy se na jednom podvozku nacházejí dvě nápravy. Každá z nich je ale osazena koly o jiném průměru. Větší průměr má dvojkolí hnací, menší vodicí. Tím se umožní přenos až 75 % hmotnosti vozu na hnací nápravu.